# Hervé Regout

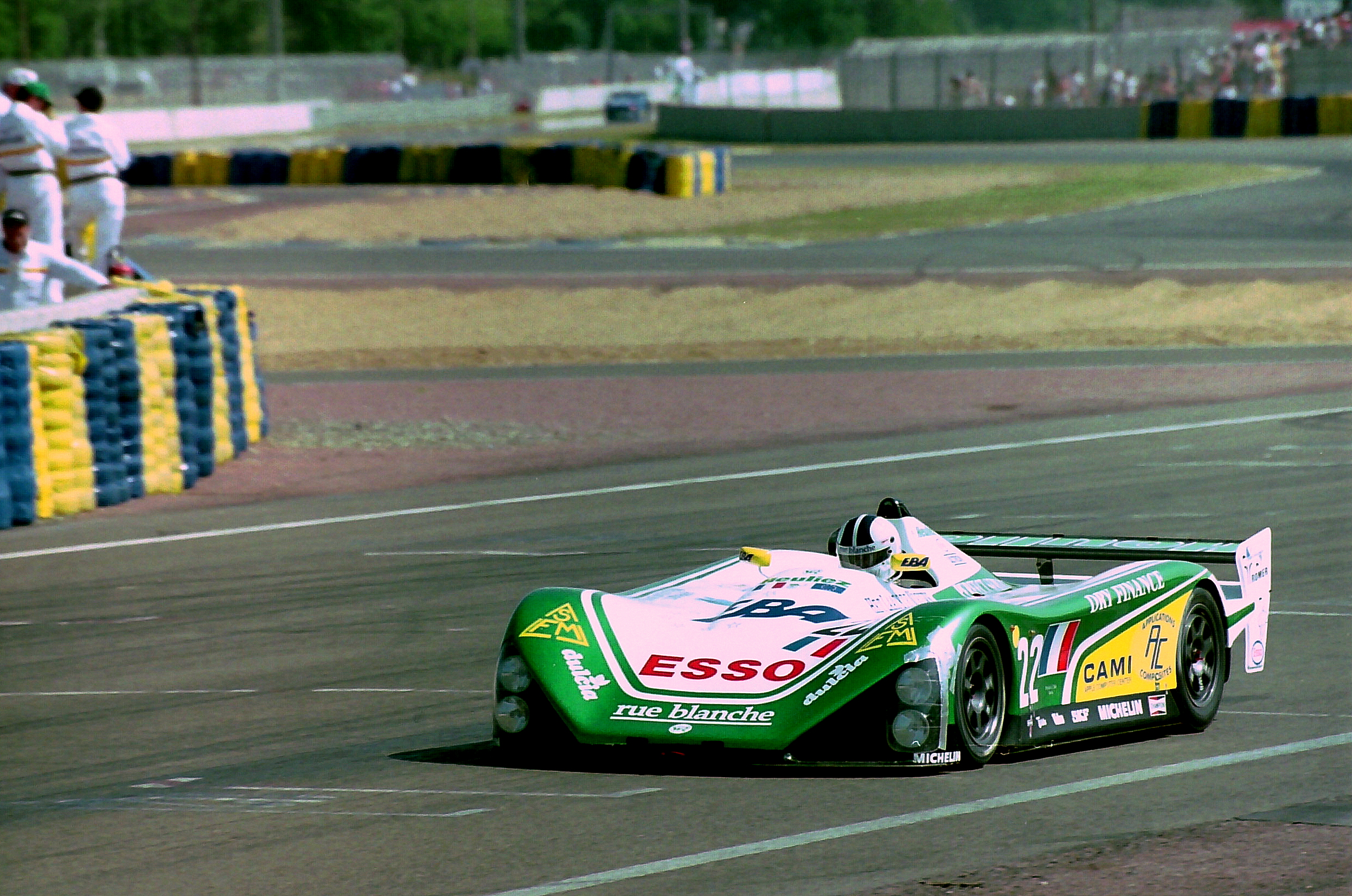
Der WR LM94 von Hervé Regout, Jean-François Yvon und Jean-Paul Libert beim 24-Stunden-Rennen von Le Mans 1994

Hervé Regout (* 4. November 1954 in Lüttich) ist ein ehemaliger belgischer Automobilrennfahrer.

## Monopostosport
Der Wallone Regout fuhr seine ersten internationalen Autorennen in der Britischen Formel-3-Meisterschaft Mitte der 1970er-Jahre. 1979 versuchte über ein Engagement in der Aurora-AFX-Formel-1-Serie in der Formel 1 Fuß zu fassen. Für RAM Racing bestritt er einige Saisonrennen auf einem Chevron B42 in dieser Meisterschaft, blieb dabei aber weitestgehend erfolglos. Bei der Rivet Supply Trophy im Mai 1979 in Thruxton schied er in der dritten Runde nach einem Motorschaden aus. Das Rennen in Zandvoort beendete er als 12. und damit außerhalb der Punkteränge. Es folgten weitere Ausfälle und schlechte Platzierungen.
1981 fuhr er für Bertram Schäfer Racing noch ein Rennen in der Formel-2-Europameisterschaft, dann konzentrierte er sich ganz auf seine Karriere als Sportwagenrennfahrer.

## Karriere im Sportwagensport
Zum Unterschied zur Erfolglosigkeit bei Monopostorennen entwickelte sich seine Karriere im Sportwagensport erfolgreich. Seine ersten Sportwagenrennen bestritt er in den 1970er-Jahren bei nationalen Clubrennen in Belgien. 1979 ging er beim 24-Stunden-Rennen von Spa-Francorchamps an den Start und gab 1980 mit dem zehnten Gesamtrang sein Debüt beim 24-Stunden-Rennen von Le Mans.
Nach seinem Engagement bei Charles Pozzi unterschrieb er 1983 einen Vertrag bei Obermeier Racing und erzielte für die deutsche Rennmannschaft bis 1986 viele Ergebnisse unter den Top Ten in der Sportwagen-Weltmeisterschaft. 1987 wechselte er zu Courage Compétition und erzielte mit dem dritten Gesamtrang 1987 sein bestes Ergebnis in Le Mans.
Professionell fuhr Regout bis 1998 Autorennen und zog sich dann vom Rennsport zurück. 2010 gab er bei zwei Rennen des Grand Prix Masters ein Comeback und fährt seit 2011 auf einem Porsche 962 historische Gruppe-C-Rennen.

## Statistik

### Le-Mans-Ergebnisse
| Jahr | Team                    | Fahrzeug         | Teamkollege        | Teamkollege             | Platzierung            | Ausfallgrund |
| ---- | ----------------------- | ---------------- | ------------------ | ----------------------- | ---------------------- | ------------ |
| 1980 | Charles Pozzi Racing    | Ferrari 512BB    | Pierre Dieudonné   | Jean Xhenceval          | Rang 10                |              |
| 1981 | Charles Pozzi           | Ferrari 512BB LM | Claude Ballot-Léna | Jean-Claude Andruet     | Rang 5 und Klassensieg |              |
| 1985 | Obermaier Racing        | Porsche 956      | Jesús Pareja-Mayo  | Jürgen Lässig           | Rang 8                 |              |
| 1987 | Primagaz Compétition    | Cougar C20       | Yves Courage       | Pierre-Henri Raphanel   | Rang 3                 |              |
| 1988 | Mazdaspeed Co. Ltd.     | Mazda 767        | Takashi Yorino     | Will Hoy                | Rang 19                |              |
| 1989 | Mazdaspeed Co. Ltd.     | Mazda 767B       | Takashi Yorino     | Elliott Forbes-Robinson | Rang 9                 |              |
| 1990 | Courage Compétition     | Nissan R89C      | Alain Cudini       | Costas Los              | Rang 22                |              |
| 1993 | Chamberlain Engineering | Spice SE89C      | Andy Petery        | Nick Adams              | Ausfall                | Motorschaden |
| 1994 | Welter Racing           | WR LM94          | Jean-François Yvon | Jean-Paul Libert        | Ausfall                | Motorschaden |

### Sebring-Ergebnisse
| Jahr | Team                | Fahrzeug         | Teamkollege          | Teamkollege | Teamkollege     | Platzierung | Ausfallgrund |
| ---- | ------------------- | ---------------- | -------------------- | ----------- | --------------- | ----------- | ------------ |
| 1989 | Lion Rampant Racing | Chevrolet Camaro | Ferdinand de Lesseps | Luis Sereix | Chaunce Wallace | Rang 32     |              |

### Einzelergebnisse in der Sportwagen-Weltmeisterschaft
| Saison | Team                        | Rennwagen                 | 1   | 2   | 3   | 4   | 5   | 6   | 7   | 8   | 9   | 10  | 11  | 12  | 13  | 14  | 15  | 16  | 17  |
| ------ | --------------------------- | ------------------------- | --- | --- | --- | --- | --- | --- | --- | --- | --- | --- | --- | --- | --- | --- | --- | --- | --- |
| 1979   | Kinley Graham               | Ford Capri                | DAY | SEB | MUG | TAL | DIJ | RIV | SIL | NÜR | LEM | PER | DAY | WAT | SPA | BRH | ROA | VAL | ELS |
| 1979   | Kinley Graham               | Ford Capri                |     |     |     |     |     |     |     |     |     | DNF |     |     |     |     |     |     |     |
| 1980   | Pozzi Racing Bastos Racing  | Ferrari 512 BB Ford Capri | DAY | BRH | SEB | MUG | MON | RIV | SIL | NÜR | LEM | DAY | WAT | SPA | MOS | ROA | VAL | DIJ |     |
| 1980   | Pozzi Racing Bastos Racing  | Ferrari 512 BB Ford Capri |     |     |     |     |     |     |     |     | 10  |     |     | DNF |     |     |     |     |     |
| 1981   | Pozzi Racing Gitanes Racing | Ferrari 512 BB BMW 530    | DAY | SEB | MUG | MON | RIV | SIL | NÜR | LEM | PER | DAY | WAT | SPA | MOS | ROA | BRH |     |     |
| 1981   | Pozzi Racing Gitanes Racing | Ferrari 512 BB BMW 530    |     |     |     |     |     |     |     | 5   |     |     |     | 14  |     |     |     |     |     |
| 1982   | Yves Courage                | Cougar C01                | MON | SIL | NÜR | LEM | SPA | MUG | FUJ | BRH |     |     |     |     |     |     |     |     |     |
| 1982   | Yves Courage                | Cougar C01                |     | 21  |     |     |     |     |     |     |     |     |     |     |     |     |     |     |     |
| 1983   | Obermaier Racing            | Porsche 956               | MON | SIL | NÜR | LEM | SPA | FUJ | KYA |     |     |     |     |     |     |     |     |     |     |
| 1983   | Obermaier Racing            | Porsche 956               |     | 5   |     |     |     |     |     |     |     |     |     |     |     |     |     |     |     |
| 1984   | Obermaier Racing            | Porsche 956               | MON | SIL | LEM | NÜR | BRH | MOS | SPA | IMO | FUJ | KYA | SAN |     |     |     |     |     |     |
| 1984   | Obermaier Racing            | Porsche 956               |     | DNF |     |     |     |     | 5   | 6   |     |     |     |     |     |     |     |     |     |
| 1985   | Obermaier Racing            | Porsche 956               | MUG | MON | SIL | LEM | HOK | MOS | SPA | BRH | FUJ | SEL |     |     |     |     |     |     |     |
| 1985   | Obermaier Racing            | Porsche 956               | 6   | DNF | 7   | 8   | 7   |     | 8   | DNF |     |     |     |     |     |     |     |     |     |
| 1986   | Obermaier Racing            | Porsche 956               | MON | SIL | LEM | NÜN | BRH | JER | NÜR | SPA | FUJ |     |     |     |     |     |     |     |     |
| 1986   | Obermaier Racing            | Porsche 956               |     |     |     |     | DNF |     |     |     |     |     |     |     |     |     |     |     |     |
| 1987   | Primagaz                    | Cougar C20                | JAR | JER | MON | SIL | LEM | NÜN | BRH | NÜR | SPA | FUJ |     |     |     |     |     |     |     |
| 1987   | Primagaz                    | Cougar C20                |     |     | 9   | DNF | 3   |     |     |     |     |     |     |     |     |     |     |     |     |
| 1988   | Mazdaspeed Noël del Bello   | Mazda 767 Sauber C8       | JER | JAR | MON | SIL | LEM | BRÜ | BRH | NÜR | SPA | FUJ | SAN |     |     |     |     |     |     |
| 1988   | Mazdaspeed Noël del Bello   | Mazda 767 Sauber C8       |     |     |     |     | 19  |     | DNF |     |     |     |     |     |     |     |     |     |     |
| 1989   | Courage Compétition         | Cougar C22                | SUZ | DIJ | JAR | BRH | NÜR | DON | SPA | MEX |     |     |     |     |     |     |     |     |     |
| 1989   | Courage Compétition         | Cougar C22                |     |     |     | 7   | 9   | 9   | DNF |     |     |     |     |     |     |     |     |     |     |